# Lábrea
Lábrea är en kommun i Brasilien.   Den ligger i delstaten Amazonas, i den västra delen av landet, 2 100 km väster om huvudstaden Brasília. Antalet invånare är 37 574. Arean är 68 509 kvadratkilometer.
Terrängen i Lábrea är platt.
I omgivningarna runt Lábrea växer i huvudsak städsegrön lövskog. Trakten runt Lábrea är nära nog obefolkad, med mindre än två invånare per kvadratkilometer.